# Khumbutse
Khumbutse (chinois : 昆布孜峰) est la première montagne à l'ouest (6 km) de l'Everest.